# Tiracantino

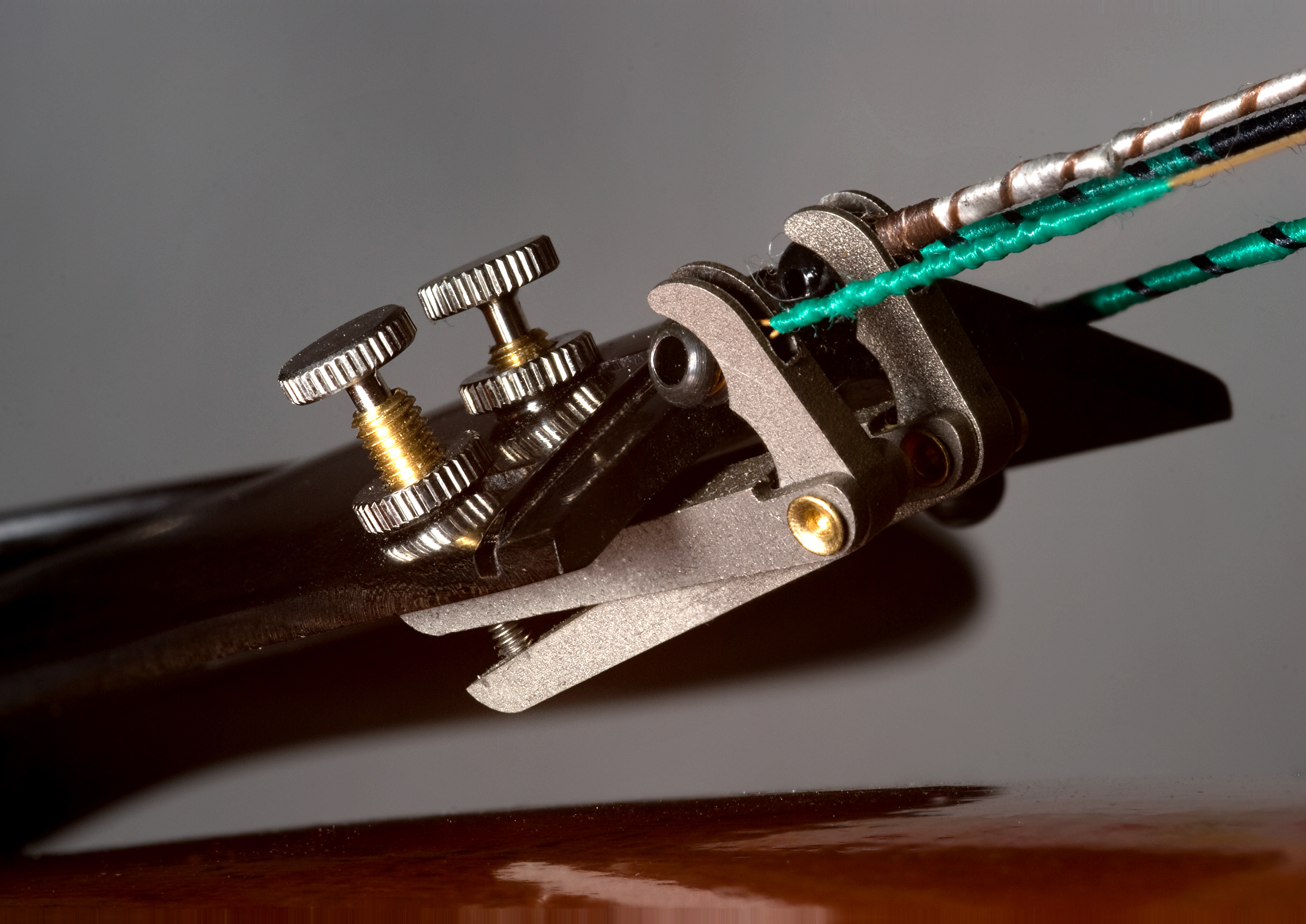
Due tiracantini per corde con pallino, montati sulle due corde superiori.

Il tiracantino è un accessorio impiegato per l'accordatura su alcuni strumenti ad arco. Si tratta di un meccanismo montato sulla cordiera che permette correzioni di precisione dell'accordatura senza l'uso dei piroli. Con questi ultimi è infatti non semplice rifinire l'accordatura, specialmente quando si fa uso di corde dall'anima metallica, che hanno un elevato modulo di Young (ovvero bassa elasticità) e che quindi richiedono variazioni di lunghezza minori per regolare la tensione.
I tiracantini in genere hanno un braccio mobile sul quale è fissata la corda, la cui escursione orizzontale viene regolata tramite una vite di precisione. Il corpo del tiracantino passa attraverso il foro della cordiera e viene fissato superiormente tramite un anello filettato. Esistono differenti tipologie di tiracantino, a seconda anche del tipo di corda impiegato. Le corde moderne hanno solitamente un fissaggio con pallino o ad asola: per il primo tipo si usano dei tiracantini con un braccio che passa sotto la cordiera e risale davanti ad essa; l'estremità del braccio è biforcata ed è predisposta ad alloggiare il pallino, facendo passare l'estremità della corda fra i due braccetti. Per le corde ad asola si impiega invece tipicamente il tiracantino modello Hill, che si fissa analogamente al precedente ma ha un braccio molto più piccolo, che risale anch'esso all'interno del foro della cordiera e alla cui estremità viene apposta l'asola della corda. Alcuni adattatori permettono, in caso di necessità, di fissare corde con pallino su tiracantini modello Hill. Esiste anche una terza tipologia di tiracantini che vengono fissati sopra la corda, dopo averla normalmente assicurata alla cordiera, e che tramite una vite permettono di torcerla regolandone la tensione.
Solitamente i tiracantini vengono impiegati sulle corde in acciaio, usualmente solo la prima (da cui il nome di tiracantino, essendo il cantino la corda più acuta) e a volte la seconda corda, in quanto sono le più difficoltose da accordare, mentre vengono evitati sulle corde inferiori. Questo perché il tiracantino accorcia l'estremità della corda tra il ponte e la cordiera, soprattutto se le corde hanno il fissaggio con pallino, e aggiunge massa a quest'ultima, inficiando negativamente sulla trasmissione del suono. Tipicamente non vengono usati inoltre sulle corde in budello, che sono più delicate e rischiano di essere tagliate dagli spigoli, e che inoltre hanno modulo di Young molto minore (quindi sono più elastiche) e richiedono escursioni notevoli per essere accordate, che in genere la corsa limitata del tiracantino non riesce a coprire. I principianti li usano spesso invece su tutte le corde per semplificare l'accordatura, e nelle cordiere in plastica i tiracantini sono spesso inclusi nella struttura della stessa.